# 나카무라 마이
나카무라 마이(中村麻衣, 1989년 1월 13일 ~ )는 일본의 아티스틱스위밍 선수이다. 2012년 하계 올림픽 여자 단체전에 출전했고, 2016년 하계 올림픽에서는 동메달을 획득한 일본 팀의 일원이었다.
7세에 스포츠를 시작했으며 2009년 로마 세계 선수권 대회에서 국제 데뷔를 했다.
2017년 9월에 은퇴했다.